# Pseudeustylus
Pseudeustylus är ett släkte av skalbaggar. Pseudeustylus ingår i familjen vivlar.
Kladogram enligt Catalogue of Life:
| Pseudeustylus | \| \| Pseudeustylus cupreotinctus \| \| \| \| \| \| Pseudeustylus cupreoviridis \| \| \| \| \| \| Pseudeustylus planicollis \| \| \| \| |
|               | \| \| Pseudeustylus cupreotinctus \| \| \| \| \| \| Pseudeustylus cupreoviridis \| \| \| \| \| \| Pseudeustylus planicollis \| \| \| \| |
|               | Pseudeustylus cupreotinctus |
|               | |
|               | Pseudeustylus cupreoviridis |
|               | |
|               | Pseudeustylus planicollis |
|               | |